# Большая гонка. Лянча против Ауди
«Большая гонка. Лянча против Ауди» (англ. Race for Glory: Audi vs. Lancia) — итало-британский фильм об автогонках. Сюжет фильма основан на реальных событиях и рассказывает о соперничестве команд Audi Quattro и Lancia 037 на Чемпионате мира по ралли 1983 года. Режиссёром фильма стал Стефано Мордини, а главные роли исполнили Даниэль Брюль и Риккардо Скамарчио. Выход картины состоялся 5 января 2024 года.

## Сюжет
На Чемпионате мира по ралли 1983 года между командой Audi Sport GmbH и командой Lancia Abarth разворачивается соперничество, в котором немецкая команда становится фаворитом в борьбе за славу.

## В ролях
- Даниэль Брюль — Роланд Гумперт
- Риккардо Скамарчио — Чезаре Фьорио
- Фолькер Брух — Вальтер Рёрль
- Кэти Кларксон-Хилл — Джейн Маккой

## Производство
Фильм, первоначально называвшийся 2 Win, спродюсирован Джереми Томасом совместно с Риккардо Скамарчио, а Recorded Picture Company и Metropolitan Films выступают сопродюсерами. Кинопрокатом в Италии занимается компания RAI, а в мировом кинопрокате — HanWay Films. Фильм был представлен покупателям на Каннском кинорынке. В декабре 2023 года название фильма было изменено на "Race for Glory: Audi vs. Lancia.
Съёмки прошли в Италии и Греции, в том числе некоторые в местах, где происходили описываемые события, такие как офис Lancia и Circuito di Balocco. Сценарий написали Филиппо Болонья, Мордини и Скамарчио. Скамарчио также является продюсером. Основные съёмки начались в Турине 16 мая 2022 года.
К 6 августа 2022 года фильм находился на стадии постпроизводства.